# 絶体絶命都市
『絶体絶命都市』（ぜったいぜつめいとし）は、アイレムソフトウェアエンジニアリング（以下“ アイレム ”）より2002年4月25日に発売されたPlayStation 2(PS2)用ゲームソフト。災害アクション「絶体絶命都市シリーズ」の第1作。
2004年9月16日には廉価版が「PlayStation 2 the Best」で発売された。

## 概要
海上に構築された架空の人工島都市「首都島」を舞台に、地震によって崩壊した都市から脱出することを目的としたアクションアドベンチャーゲームで、次々と地震で崩れていく建物や街を、道具などを駆使して探索しながらゲームを進行させる。
韓国では日本と同一タイトルで、北米では『Disaster Report（ディザスター・レポート）』、欧州では『SOS The Final Escape』のタイトルで発売されている。欧米版では舞台や登場人物の設定が西洋風になっており、登場人物の見た目も金髪になるなど一部変更されている。
2013年1月5日から21日にかけて、劇団エリザベスにより『【舞台版】絶体絶命都市 -世界の終わりとボーイミーツガール-』が上演された。タイトル通りボーイミーツガールをテーマとしたオリジナルストーリーだが、本作からシリーズ第3作までの要素も包括した内容となっている。

## ゲームシステム
主人公である須藤真幸（デフォルト名）をプレイヤーが操作して、大地震後の崩壊した人工島の首都島から脱出する。避難の途中で手に入れたアイテムを活用し、知り合った仲間と協力して、余震で崩れ行く建物や倒壊する高速道路などから身を守りながら、安全な場所を目指して移動する。余震の起こるタイミングや建物の崩壊は、ランダム性は無く決まった通りに起こるので、反射神経や予測能力がなくとも一度ゲームオーバーを経験すれば2度目以降は比較的楽に危機を切り抜けることが可能である。ただし、終盤には敵対者から逃げ隠れするシーンも存在する。
ジャンルは「アクションアドベンチャー」である。地震や地震に伴う災害から避難するというゲームの性質に加えて、主人公が民間人という設定であるため、プレイヤーが要求される行動はほとんどが逃げ回ることのみなので、同種のジャンルでも『メタルギアソリッド』・『バイオハザード』などのゲームとは趣が大きく異なる。ゲーム制作の際、実際に地震で被災した街を参考にしているため、地震で崩壊した街がリアルに表現されている。作中に登場する大通りの名称は、南北線は月（暦）の和名、東西線はそれにちなんだ餅の名である。
主人公はゲーム内の状況に応じて様々な行動をとる必要があるが、歩く・走る・ジャンプなどの移動に関係する行動をとると、それに応じて主人公の喉が渇くよう設定されている。喉の渇きは、HP（体力）ゲージの下にある「QPゲージ」にブロック単位で表示されており、難易度によって最大ブロック数が異なる。主人公が激しい行動をとれば、喉の渇くペースは比例して速くなる。喉の渇きが一定のレベルに達すると、動きが鈍くなって主人公の行動に制限が加えられてしまう。それを防ぐためには、ゲーム中随所に設置されている水道（または給水車）で水分を補給しなければならない。水道は、セーブポイントをかねている。また、アイテムとしてペットボトルを入手した場合、水を汲んで持ち運ぶこともできる。途中で知り合う仲間（パートナー）に水を飲ませることもできる。なお、ペットボトルを使ってできることは喉の渇きを回復することと水をあげる、捨てるのみで、セーブはできない。
取得したアイテムは、所持しているバッグなどに収納される。特定のアイテムを除いては、アイテムはバッグ内でブロック単位で区分けされ、バッグの許容搭載量を超えていると、アイテムを新たに取得することができない。なお、一部のアイテムは組み合わせることで、新たなアイテムを作ることも可能。また、解体もできるので、そこから新しいアイテムも作れる。
ゲーム中で主人公がとった行動により、パートナーを組むヒロインが替わったり、人物相関図や地図の中身が変わることがある。また、ゲーム中で主人公がとった行動や、組んだパートナーによってエンディングの内容が変わる。2名のパートナーには好感度が設定されており、プレイヤーの行動で変動する。パートナーはダメージを受けたり死亡する事は無いがQPは存在し、水道を利用せず長時間経つと辛そうなポーズを取る。手持ちの水を渡す事で好感度も上昇するが、泥水や海水を飲ませると特定のエンディングに到達できなくなる。また、ヒロインは好感度が上がると主人公と互いに苗字呼びから名前呼びに変化するイベントがあり、以降のシリーズでも恒例となる。
ゲーム内の各所にコンパス（方位磁石）が隠されており、オプション設定で手に入れたコンパスを画面上で表示されるコンパスとすることが可能。コンパスの種類は実用的なデザインから冗談デザイン、アイレムのゲームキャラクターをモチーフとしたものなど多数用意されており、コレクションアイテムとして集めることができる。集めたコンパスは、ゲーム二周目以降に持ち越すことができる。

## ストーリー

### プロローグ
2001年。首都の人口過密対策と地方行政の活性化を狙って計画された首都機能の分散移転が進む中、政府が十数年前から手がけていた一つのプロジェクトが完成した。N県平崎島周辺海域への人工島建造である。その人工島は国内の最新技術が注ぎ込まれた、従来の物を遥かに凌ぐ規模のものであった。
建造に用いられた新工法は、従来の埋め立てに比べ深い海域での土地造成を可能としている他、低コストで工事も短期間で済むという画期的なものであった。そのため、この人工島建造プロジェクトは国内のみならず、各国の人口過密都市からも注目されていた。政府は人工島建造技術を重要な輸出品目の一つと捉え、実用に耐えうる信頼性を世界へ向けて実証すべく、首都機能の移転地の一つにこの人工島を決定する。そのためこの島は「首都島」と呼ばれるようになった。以降、首都島は人口50万人の巨大海上都市として歩むこととなる。

### 本編
※以下は通常のエンディングであるエンディング1、2を前提としている。
首都島完成から約5年後の2005年6月。報都新聞の記者である須藤真幸は、首都島本島と空港島を結ぶ新交通システム「うみつばめ」に乗って赴任先の首都島支社へ向かう最中、空港島連絡橋上で大地震に遭遇する。避難の途中で女子大生の相沢真理を救出し、彼女とともに救助活動が行われている首都島本島に向かう。しかし、本島は地震の規模に対して異常ともいえるほど酷く崩壊しており、沿岸部から徐々に水没し始める。島からの脱出を試みる須藤達だが、行く手には様々な困難が待ち受けていた。
途中、須藤と相沢は銃を持った黒服の男を目撃するなど不穏な雰囲気を感じつつ、フリージャーナリストの陣内晃二と知り合う。彼は災害の中でも首都島の秘密を追っており、成り行きで陣内の取材を手伝ううちに、この地震がただの自然災害ではない可能性が浮上してくる。また、かつて首都島建造工事の責任者だった新崎良嵩が相沢の叔父であると判明する。ひとまず安全な場所を目指すべく、須藤は避難所を目指すか相沢の帰宅に同行するか選択する。
相沢の自宅で愛犬を保護するか、もしくは遊園地で高校生の比嘉夏海と出会って行動を共にするか、いずれにせよ須藤は勤務先である報都新聞社支局に到達し、残って記事を書き続けていた編集長の西山と合流する。西山は首都島崩壊の真相を探るべく、首都島開発に携わった崇原建設のビルの調査を指示し、須藤は単身、無人のビルへと潜入する。そこに居たのは土地造成局長の八田巧であり、自身が首都島崩壊を仕組んだかのような発言をし、須藤はそれを録音した。なんとか脱出した須藤は報都新聞に戻るも西山が不注意で火事を起こしており、パートナーと西山を救出して脱出する。
救助隊のいる避難所を目指す須藤だったが、西山は救助されたものの自身とパートナーは不運によって悉く救助が適わず、黒服の傭兵達にも命を狙われ、挙句は首都島管理センターに置き去りにされてしまう。しかしそこに黒幕の八田がいると気付き、残る脱出の糸口を求めてやがて新崎と対面する。丁度、陣内に問い詰められていた新崎だが、須藤が録音した八田の音声を突き付けられ、真相を語る。この地震は家族を奪われた新崎の、政府に対する精一杯の復讐だった。しかし実はそれすらも八田の仕組んだ事であり、復讐心を利用されていたと知った新崎は愕然とする。
いよいよ水没を始めた首都島から脱出するべく、須藤、パートナー、陣内は津波から逃れて首都島パークビルを駆け上がる。しかしパートナーを庇った陣内は黒服の傭兵に撃たれてしまう。傭兵は崩壊に巻き込まれて死亡したが、陣内も須藤に記事を書くように言い残して海に消えた。そしてアイランドマークビル屋上にて八田が須藤とパートナーの前に現れて銃を向ける。須藤は腕を撃たれ、絶体絶命の状況に陥るもそこに新崎が現れ、八田を問い詰める。新崎は撃たれながらも八田を道連れに転落していった。そしてアイランドマークビルが沈む直前、最後まで捜索を行っていた救助ヘリが須藤とパートナーを発見。二人はようやく救助され、首都島は完全に見えなくなった。

## 登場人物

### 主人公
須藤 真幸（すどう まさゆき）
年齢 25歳/身長 175cm/体重 65kg
声 - ヤマモトヒロフミ
本作の主人公で、報都新聞の記者。祖父がイギリス人のクォーター。名前は変更可能。陣内曰く「かなり運が悪く、良く水を飲み、おそらく女難の相がある」とのことである。首都島支局に転属になるが、赴任初日にそこに向かう途中の電車の中で被災し、丸一日気を失っていた後に目覚め、崩壊する首都島からの脱出を試みる。
以降の作品と違って本作は選択肢が少ない為、後発作の主人公よりもキャラ付けされており、自発的な行動や台詞が多い。後のシリーズ作品にも度々登場する他、パチパラシリーズ収録の『パチプロ風雲録』シリーズにもスター・システムで出演している。
欧米版での名前は「キース・ヘルム」（Keith Helm）。

### 同行者
相沢 真理（あいざわ まり）
年齢 20歳/身長 163cm/体重 45kg/血液型 A型
声 - 前田ゆきえ
本作のヒロインで、パートナー候補である大学生。首都島建設の責任者であった新崎良嵩の姪。ゲンという名前の犬を飼っている愛犬家として知られており、ゲンを助けるためなら命も惜しまない（ただし、須藤に話すまでゲンの事を忘れていた）。作中ではサンダルを履いているにもかかわらずよく走り、陣内にも「見かけによらず」と評されている。叔父からもらったチケットで行く予定だった旅行のために空港島に向かう途中の電車で被災し、電車ごと海に転落寸前になっていたところを須藤に助けられる。以後は須藤と行動と共にするうちに彼の事を意識するようになり、須藤が別行動を取ろうとしたり、夏海と一緒にいると不機嫌そうな態度を見せる。
その後、一度自宅に戻る彼女に同行した場合はそのまま須藤と行動を共にする。別れた場合は陣内と共に自宅に向かい、後半に須藤と合流する。終盤のパートナーに選ぶと以降は最後まで同行する。選ばなかった場合は救助されて先に島を出る。
欧米版での名前は「カレン・モリス」（Karen Morris）。
比嘉 夏海（ひが なつみ)
年齢 17歳/身長 158cm/体重 41kg/血液型 O型
声 - 立野香菜子
本作のもう一人のパートナー候補である高校生。春彦という弟がおり、生意気と思いつつも可愛がっている。両親は島の外で働いている為、現在は弟と二人暮らし。遊園地で弟と遊んでいる時に被災し、コーヒーカップに足を挟まれて動けなくなっていた。須藤が真理に同行せず単独行動を取った場合、真理に代わるパートナーとなる。須藤が真理に同行していた場合は陣内に助けられて行動を共にし、後に須藤達と出会う。クリア後のフォトグラフでは、人物の写真撮影は得意ではないと言っていた陣内に自分の写真を無理矢理撮らせたり、須藤にヘッドロックを喰らわせている様子が写っている。
一度はヘリで島から脱出できる機会があったが、春彦を探すためにあえて島に残る。終盤のパートナーに選んだ場合は須藤と最後まで行動を共にし、選ばなかった場合は春彦と共に救助されて脱出する。
以降の作品にも毎回登場し、その度に大災害で被災する。
欧米版での名前は「ケリー・オースティン」（Kelly Austin）。
陣内 晃二（じんない こうじ）
年齢 30歳/身長 185cm/体重 75kg/血液型 A型
声 - 松本保典
フリーのジャーナリストで、報都新聞社の元記者であり、西山のかつての部下でもある。多少性格が悪いが、正義感は強い。また、主にカメラマンとして活動しているが、記事も少しは書く。自ら危険な取材に飛び込む事が多いが、西山の推測では子供の頃に家族を事故で全員失った経験から「自分は置き去りにされた」と考え、自ら死に急いでいるのではないか、との事。工事現場で須藤達と出会い、一部のマップで同行者となる。中盤はプレイヤーが選択しなかったルートのパートナーと行動を共にし、後に須藤達と合流する。
首都島地震の裏に隠された秘密を探っていたが、終盤で八田の部下のスナイパーから真理（もしくは夏海）を庇って致命傷を負い、須藤に「絶対に記事だけは書き上げろ」「じゃあな」と言い残し、直後に起こった地震の揺れで海に転落した。
ゲームクリア後には彼のフォトグラフを見る事ができ、条件を満たせば写真が増えていく。作中の風景や須藤達の様子を撮影したもの、須藤と別行動中の様子、記念撮影などもある。なお、ゲームクリアすると、隠しコンパスが手に入ることもある。
作中では死亡したとされているが、本作の数年後にあたる『3』では「J」というジャーナリストが羽月建設の社長秘書自殺事件について調査していたファイルが登場しており、生存の可能性が示唆されている。
欧米版での名前は「グレッグ・バック」（Greg Bach）。

### サブキャラクター
村田 信吾（むらた しんご）
年齢 75歳/身長 165cm/体重 65kg/血液型 A型
声 - 緒方賢一
首都島に法律事務所を構えていた高齢の弁護士。「地下から異常音がする」との相談が住民から相次いだために首都島の構造を独自に調査するが、結果として首都島の構造に致命的な欠陥があることを突き止めていた。震災時には脚に重傷を負って身動きが取れず、妻と共に事務所に取り残されていた。事務所を訪れた須藤や陣内たちに対して、最初は無断で撮影されたとして憤怒するが、彼らが新聞記者だと知ると「首都島の欠陥に関する記事」を書くように依頼し、その後の取材にも呆れながらも承諾する。須藤が救助ヘリを呼びに行っている間に、妻と共にビルの倒壊に巻き込まれて死亡した。その時には孫の写真だけがビルから落ちてきた。
欧米版での名前は「バクスター」（Baxter）。
村田 美智子（むらた みちこ）
声 - 百武彰子
村田信吾の妻。夫と共に半壊したビルに閉じ込められている。小学校に上がったばかりの孫がおり、夏休みには一緒に遊園地に行く約束をしていた。その後、ヘリコプターが来たので助かると喜んだが、最後は夫と共にビルの崩壊に巻き込まれて死亡する。その際に孫の写真だけがビルから落ちてきた。
西山 秀朗（にしやま ひであき）
年齢 48歳/身長 163cm/体重 71kg/血液型 O型
声 - 中田雅之
報都新聞首都島支局の編集長で、須藤や陣内の上司になる人物。人使いがかなり荒っぽい等の苛烈な面やそれでいて高所恐怖症などの臆病な一面もあるが、その一方では災害発生後も社屋に留まって記事を書き続けるほどの記者の仕事に情熱を持っているといった熱い一面も併せ持っている。また、かなりのヘビースモーカーのようで、デスクには山盛りになった吸い殻があるが、後に火災の原因にもなっている。社員証とボイスレコーダーを須藤に提供し、火災発生直後に転んで脚に怪我を負って自力で歩けなくなる。社屋からの脱出後は須藤に背負われて行動を共にし、先に救助隊のボートに春彦と共に乗せられて救助されていった。その後は救助船が座礁してしまった為に首都島管理センターで救助ヘリを待っており、須藤達と再会した時には松葉杖で歩くほどに回復していた。最終的には春彦や須藤と同行しなかったパートナーと共に救助ヘリに救助されていったが、離陸に間に合わなかった須藤達は置き去りにされてしまう。
欧米版での名前は「ウィリアム・ハーディ」（William Hardy）。
比嘉 春彦（ひが はるひこ）
年齢 10歳/身長 148cm/体重 38kg/血液型 B型
声 - 葉月絵理乃
夏海の弟。少々生意気だが、根は姉思いの優しい性格である。遊園地で姉と遊んでいる時に被災し、姉と逸れて単身で平崎病院の避難所にやって来ており、しばらくはその避難所にいたが、姉を探しにさつき公園の避難所に向かって行方不明になる。その後、夏海が須藤と同行していた場合はさつき公園で、しなかった場合は首都島管理センターで夏海と再会を果たす。その後はヘリに無事救助され、須藤が真理と行動を共にしていた場合は夏海も一緒に島を出る。
欧米版での名前は「ジェイソン・オースティン」（Jason Austin）。
堀田 伸治（ほりた のぶはる）
年齢 39歳/身長 169cm/体重 58kg/血液型 AB型
声 - 麻生智久
平崎病院に勤務する医師で、陣内のいとこ。顔は陣内とそっくりだが、眼鏡を掛けている。災害発生後も島に残り、負傷者の手当てを続けていたが、同時に本土とあまりに違う被害の大きさを目の当たりにして島の構造にも疑問を抱き、陣内から（場合によっては須藤を通じて）ある書類を受け取る。その後、島から出る時には自らもヘリに乗り込んだ。
都築 孝司（つづき たかし）
年齢 41歳/身長 166cm/体重 73kg
声 - 小野健一
島民の避難を誘導している警察官の一人。一見落ち着いて見えるが、警察官という立場から島に残らざるを得ない状況や家族は先に避難していることから内心ではいち早く島を離れたいと思っている。それ故、民間人である須藤と夏海が優先された際には正気を失って救助隊員に詰め寄り、2人を殺して人数を減らせば自分が乗れると銃を向けたが、最後はそれを止めようとした飯坂に射殺された。
欧米版の名前は「エリック・ルー」（Eric Lu）。
飯坂 俊哉（いいさか としや）
年齢 24歳/身長 178cm/体重 80kg
声 - 小川一樹
島民の避難を誘導している警察官の一人。まだ新米だが、正義感と気概に溢れている。須藤達に銃を向けた都築を宥めようとして射殺し、救助隊員に早く離陸するように訴えた。その後、やむを得なかったとは言え都築を殺した事に愕然としていたところを波に飲み込まれて死亡する。
欧米版の名前は「ジェフ・バロウズ」（Jeff Barrows）。
竹辺 幸（たけべ ゆき）
年齢 34歳/身長 160cm/体重 55kg
声 - 黒河奈美
商社勤務のOL。被災のショックから理性を失っており、宝石店で宝石を漁っている。また、須藤の行動次第によっては宝石を渡してくる他、場合によってはばったり出くわすこともある。終盤でちゃっかりヘリで救助されており、生還したことが判明する。以降のシリーズ作品にも度々登場する。
欧米版では本名不明で「Jewelry Lady」（宝石女）と呼ばれる。
新崎 良嵩（しんざき よしたか）
年齢 56歳/身長 170cm/体重 66kg
声 - 小野健一
相沢真理の叔父で、首都島管理センターの所長だが、嵩原建設の元技術役員で、かつては首都島建造工事の責任者だった。実は大地震を起こして首都島を崩壊させた張本人である。首都島建造に必要な土砂の採掘中に起きた事故で家族全員を失い、その時に政府が安全確認の不備と事故の責任を認めずに工事を続行したために政府を恨むようになる。しかし立場上、そんな目に遭っても首都島建設の場に立たねばならず、自殺を考えるほどの絶望の日々を送っていたが、親友の八田から「政府に復讐するために首都島を崩壊させよう」と言われたことで復讐に生きる目的を見出し、あえて欠陥のある方法で首都島を建造させて任意のタイミングで島を崩壊させられるように仕組む。姪である真理に対する愛情があり、実際に彼女を首都島から脱出させる為に地震の前日に出発する飛行機のチケットを渡して旅行に行かせようと考えていた。
終盤、須藤から八田の電話の録音音声を聴かされ、家族は事故で死んだのではなく八田によって殺害されていたこと、首都島の崩壊さえも彼に利用されてやっていたことなどの全ての真実を知り、項垂れる。最終局面では怒りから八田を問い詰め、その際に彼に撃たれるがそれでも自らも反撃し、最後は須藤と真理（もしくは夏海）の目の前で「友達だろう、もうすこしつきあってくれ」と言って八田を道連れにビルから落下し、死亡した。
欧米版での名前は「テリー・スティバー」（Terry Stiver）。
八田 巧（はった たくみ）
年齢 56歳/身長 160cm/体重 80kg
声 - 麻生智久
第三特別行政区土地造成局の局長。首都島建設当時から政治方面で関わっており、後に首都島崩壊に利用する為だけに新崎の家族を事故を装って殺害し、更には表向きは親友として接して彼の政府への憎しみを煽ることで、新崎が自ら首都島を崩壊させるように仕向けた黒幕である。その背後には更に強大な組織が存在する事が示唆される。
武装した2人組の傭兵を従えて首都島内を暗躍し、杉山を口封じのために襲い、さらに須藤を抹殺すべく追い回し、終盤ではビルの屋上で須藤を追い詰めるが、最後は真相を知った新崎に道連れにされる形でビルから転落。断末魔を上げ、死亡した。
欧米版の名前は「アルバート・シムズ」（Albert Simms）。
スキンヘッド
八田に雇われた傭兵の一人。須藤を見つける（視界に入る）とバズーカを撃ってくるためゲームオーバーとなる。須藤とヒロインをpbプラザビルの中に追い詰めて武装ヘリで襲撃するが、消火栓の水で反撃され、消火栓の水で壊れたエレベーターかシャンデリアが直撃した事でヘリが爆発し、巻き込まれて死亡した。死に際にはバズーカを乱射していた。
スナイパー
八田に雇われた傭兵の一人。杉山に致命傷を負わせた張本人。スナイパーライフルを持っており、これに撃たれると基本的には死んでしまうが、アイテム次第では一発だけ耐えられる。レーザーサイトで須藤を狙い撃ちし、その際に真理（もしくは夏海）を庇った陣内に致命傷を負わせたが、最後はその直後に発生したビルの崩壊に巻き込まれて死亡する。死に際であったにもかかわらず、彼は乱射していた。
杉山 義博（すぎやま よしひろ）
嵩原建設総務課所属の社員で、初老の男性。手渡した名刺による推測から八田の秘密を知っていたようで、生前は彼に関することも調べていた。被災と八田の部下のスナイパーの銃撃により血塗れで倒れていた。須藤に水を受け取ると名刺を渡したが、直後に現れた八田が後を任せるように言って須藤を先に行かせ、戻ってきた時には既に死亡していた。生前に調べた資料を彼の職場の中の本棚に隠しており、須藤が受け取った名刺の裏にはその手掛かりが書かれていた。
秋山（あきやま）
第4海洋救助隊の一人。須藤に「空港島連絡橋は危険だから救助活動をしている本島に行くように」というメモの入った非常持ち出し袋を救助ヘリから落とす形で渡し、直後に自身も救助活動に励む。
ラジオアナウンサー
声 - 黒河奈美
ラジオアナウンサー。首都島地震のニュースを伝える。冒頭から声のみで登場。
新崎の家族
首都島建造に必要な土砂の採掘中に起きた事故で亡くなった新崎の妻子たち。しかし実は首都島崩壊に新崎を利用しようと考えた八田の手により事故に見せかけられて殺害されていた。新崎は真相を知らず、事故死と思わされる事で政府への復讐心を八田に利用されていたが、後に須藤が録音した八田の通話音声と八田本人の白状により明らかとなる。これが終盤で新崎が八田に反撃する切っ掛けとなった。
トニオ・プラヴェーノ
空港島連絡橋の上にかかっているレストラン「アンジェリーノ」のオーナーで、イタリア人シェフ。名前だけの登場。地震で休業して避難する際に店の物は自由に使って構わないと貼り紙をし、その後はカギを鉢植えの下においてヘリで避難した。救助隊にも伝えており、その旨は秋山からの手紙に書かれている。
後発作に登場するレストランには「アンジェリーナ」という似た名前が度々使用されるが、関連性は不明。

## 首都島
1986年。首都の人口過密の対策と地方行政の活性化を狙って計画された首都機能移転の際、複数の地域に移転させる分散移転を行うことが決定された。
そして3番目の移転先に選ばれたのがN県平崎島の周辺で、島を中心に土地造成を行って50万人の人間が暮らせる都市を建設する計画が立案され、埋め立てには嵩原建設の開発したハチの巣状に土台を建造するハニカム・ケーソン工法を採用することも併せて決定した。この工法は従来の物より深い海域での土地造成を可能とし、低コストで工期も短くて済む画期的な物であり、各国の人口過密都市から注目されていた。
そのため政府はこの人工島建造技術を重要な輸出品目としてとらえ、信頼性をアピールすべく首都機能の移転を早々に決定したのだった。こうして2001年に完成した人工島はビルの立ち並ぶ巨大海上都市となり、首都機能の移転によって「首都島」と呼ばれるようになった。
首都島は街や運河のある本島、空港のある空港島、そして空港島と本島を結ぶ空港連絡橋によって構成され、地下には地下鉄が走り雨水対策用の調整池と水路が張り巡らされている。この地下の調節池は雨水を排出するときに唸りや振動を引き起こし、度々苦情が出されていた。
そして2005年6月21日、首都島周辺でマグニチュード6の地震が発生。各所で高架の崩落やビルの倒壊、道路の陥没など、地震の規模に対して異常と言えるほどの被害を出した首都島は沿岸部から崩壊をはじめ、災害発生から3日後には地震によって発生した40 mの津波の直撃を受け完全に水没した。
その被害は死者・行方不明者2000人以上という大きなもので、本土では大きな被害が出なかったことから専門家の間では首都島の構造の問題を指摘する声も上がっていた。事実、調節池の場所と構造に問題があり、島の地下に穴が開き過ぎているという欠陥が村田弁護士によって突き止められている。

## ステージ
前半
空港島連絡橋
被災した須藤が目覚めた場所。地震によって橋は寸断されており、細い鉄骨の上などの危険な足場を渡らなければならない。海に転落しかけている電車の中で須藤は相沢真理と出会う。
かがみ海浜公園周辺
既に住民の避難が完了しており、ゴーストタウンと化している。緩やかではあるが崩壊は確実に進んでいる。
倒壊ビル周辺
道路の陥没によって一部の通行が難しくなっている。ここで須藤と真理は怪しい男達と遭遇する。
オフィス街～建設工事現場
ここで天候が悪化する。須藤達はビルの建設現場で調査をしていた陣内に助力を頼まれ、中に入る事に。
半壊したビル
工事現場を抜けても、まだ雨は降っている。移動中に見えてくるのが、村田弁護士が事務所を構えるビル。崩壊によってビルは縦に削り取られたような形になってしまっている。この後、真理に付き合うか平崎病院の避難所に向かうかで分岐する。
分岐 相沢ルート
如月水道周辺
地震によって運河は激流になっており、反対方向はビルの倒壊によって塞がれた事で陸の孤島と化す。その為、筏を作って川下りをしなければならない。川下り中は踏ん張ると筏の操作ができない。
さくら むつき交差点
高層ビルの大規模な倒壊が起こる。一部のビルには入れるが、中は暗く危険である。また、住宅街方面の道は火災を起こしたバスが塞いでいる為、ハンガーを使った特殊な方法で突破する必要がある。
相沢宅周辺
相沢真理の家がある。一時的に自転車で移動するが、やがてガソリンスタンドで爆発が起こり、連鎖するように崩壊が始まる。
地下鉄むつき港駅
崩落が進む地下鉄駅。本来なら立ち入るべき場所ではないがゲンが入り込んでしまい、それを追った真理が危険を顧みず飛び込んで行った為に須藤も入る羽目になる。
地下の巨大空洞
首都島の地下に建造された雨水対策用の調整池と水路。地下鉄の線路の脇のドアから入ることになる。
地下鉄さくら線線路
水路から出た先。爆発によって道路の上の数台の車が次々と落下し、更にタンクローリーの引火によって発生した火事の中で車輌を足場に登るという過酷なステージとなる。
分岐 比嘉ルート
雨上がりのビル街
人っ子一人いないビル街。特にイベントも無く、危険を回避しつつ一人で淡々と自転車で進む事になる。
遊園地周辺
崩壊し、水没しかけている遊園地。ここで比嘉夏海と出会う。途中、スワンボートを使って水上を渡る。
住宅街
液状化現象によって大規模な陥没、隆起、浸水が起こり、その中を突破しなければならない。
比嘉宅周辺
比嘉夏海の家がある。住民の避難は完了しているが、警官が残っている住人がいないか巡回している。
平崎病院周辺（エンディング7）
避難所があり、堀田伸治が被災者の治療を行なっている。しかし救助ヘリが飛び立った直後、洪水によって一気に崩壊が進む。濁流が街ごと押し流す中、はしご車の梯子を雲梯の要領で渡っていくなどの危険を冒しながら高台まで到達しなければならない。夏海を置いて救助ヘリに乗るとエンディング7となる。
分岐収束～ラスト
報都新聞社周辺～崇原建設ビル
須藤が勤務するはずだった新聞社の社屋があり、西山が作業を続けている。その隣には首都島開発に携わった崇原建設のビルがある。竹辺ともここで再会する。
さつき公園（エンディング5、6）
大きな池のある自然公園。しかし途中で池は水が抜け、大木も倒れるなど崩壊が進む。ここで嘘を吐いて須藤一人だけ救助されるとエンディング5か6になる（パートナーで分岐）。
メイ・スタジアム
首都島が有するドーム球場。ここは須藤達は陣内達と合流し、以降のパートナーを選択する。避難所があったが既に人の姿は無く、須藤達は中に入った事で崩落に襲われてしまう。
かしわ通り周辺～pbプラザビル
このステージでは災害ではなく人間の刺客に襲われる。ヘリコプターの攻撃から逃れた後は見つからないようにpbプラザビルを登り、最後は敵のヘリを撃墜しなければならない。
水無月運河周辺～首都島管理センター
避難船が座礁した為に被災者達が救助ヘリを待っている。しかし須藤達がセンター内を通っている最中にヘリは飛び立ってしまう。ここで新崎と初対面する。
首都島中央高層ビルエリア～首都島パークビル
陣内の操縦するモーターボートでヘリの攻撃を逃れ、続いて首都島パークビルを駆け上がって津波から逃れなければならない。更に屋上ではスナイパーにも襲われる。
アイランドマークビル（エンディング1、2）
崩壊は起こらず、客船の上を進んで、階段を登るのみ。屋上で黒幕の八田と対峙する。通常ならここでエンディングを迎える。
セントラルタワービル（エンディング3、4）
パートナーの好感度が高く、条件を満たした場合のみ登場する、首都島で最後に残った建造物。中には冷水器があるだけで他は何も無く、階段をひたすら登るのみ。

## エンディング
エンディング1と2に至るまではストーリーを参照。エンディング5～7だとゲームクリアとはみなされず、エンディングの前のセーブポイントからやり直しとなる。
エンディング1
須藤と真理は首都島を脱出した。須藤はこの事件について自分にしか書けない記事を書くことを決意するが、叔父が首謀者で、その叔父を亡くした真理の事が気掛かりだった。
エンディング2
須藤と夏海は首都島を脱出した。須藤はこの事件について自分にしか書けない記事を書くことを決意する。
エンディング3
アイランドマークビルの屋上で八田は須藤を撃つ。しかしそれを真理が庇った。その後、新崎によって八田は道連れにされるが、負傷していた真理も余震によって転落。須藤はそれを追ってセントラルタワービルに飛び移り、二人でビルを駆け上がるも既に救助ヘリの姿は無かった。万策尽き果て、須藤は真理を抱きしめながら首都島と運命を共にした。
真理の好感度が高く、特定条件も満たした場合のエンディングだが、通常のエンディングよりも暗い結末を迎える。
エンディング4
八田の銃弾から須藤を庇い、夏海は負傷。その後、新崎と八田は死亡し、夏海はセントラルタワービルに転落する。須藤と夏海はセントラルタワービルの屋上に出るも救助ヘリの姿は無く、二人は覚悟を決めて抱き合いながら首都島と運命を共にした。
エンディング3の夏海版だが、条件はタイミングがシビアなもの、別の行動が必要なものが多く、真理に比べて厳しい。
エンディング5
さつき公園にて、須藤は救助隊に自分が最後だと嘘を吐き、真理と西山を残して一人だけボートに乗った。後悔と罪悪感に苛まれ、頭を抱えながら須藤は生還する。真理と西山は行方不明となった。
エンディング6
さつき公園にて、須藤は救助隊に自分が最後だと嘘を吐き、夏海と西山を残して一人だけボートに乗った。夏海と西山は行方不明となり、二人には悪いと思いつつも須藤は島から脱出した。
エンディング7
平崎病院周辺に救助ヘリが降り立つも、夏海は弟が心配で搭乗を拒否する。須藤はそんな夏海を置いて救助ヘリに乗り込み、島を後にするのだった。

## 評価
ファミ通のクロスレビューでは32点（満40点）のゴールド殿堂入りだったが、Metacriticの集計では66/100だった。従来に無い独創的なアイデアは概ね好評を以って迎えられたが、グラフィックのクオリティ、カメラワーク、処理落ちの問題などには批判が寄せられた。問題点を数多く挙げつつも、それを解決した次回作への期待を寄せる意見もあった。